# Severin Eisenberger

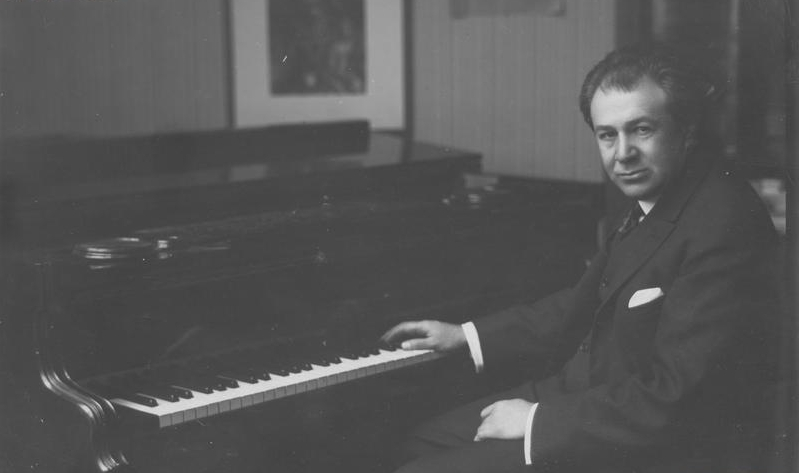
Severin Eisenberger

Severin Eisenberger (polnisch Seweryn Eisenberger; * 25. Juli 1879 in Krakau; † 11. Dezember 1945 in New York) war ein polnischer Pianist und Hochschullehrer.
Eisenbergers Vater war Konzertmeister des Krakauer Symphonieorchesters. Als der Sohn früh außerordentliches Talent zeigte, nahm er Unterricht bei der Klavierlehrerin Flora Grzywinska. Mit acht Jahren hatte er seinen ersten Auftritt mit Beethovens Klavierkonzert Nr. 2. Er studierte dann bei Heinrich Ehrlich in Berlin und Theodor Leschetizky in Wien. Er gab zahlreiche Konzerte, vornehmlich Beethoven, aber auch Brahms, dem er einmal begegnete. Er versuchte sich auch im Komponieren und Dirigieren, stellte aber fest, dass ihm das Interpretieren mehr lag. Er war mit  Jakob Wassermann und Arthur Schnitzler befreundet, dessen Tochter bei ihm Klavierstunden nahm. Schüler in Berlin waren u. a. Heinrich Kaminski und Lili Kraus. Von 1903 bis 1911 war er Klavierlehrer am Stern’schen Konservatorium, von 1914 bis 1921 war er Klavierlehrer am Krakauer Konservatorium, von 1922 an in Wien, dort war er Mitglied des Wiener Trios.
1928 zog er, nachdem er Briefkontakte mit Ossip Salomonowitsch Gabrilowitsch und Ignaz Friedman geführt hatte, in die USA, wo er am Cincinnati College in Cleveland seine Lehr- und Konzerttätigkeit fortsetzte und viel Einfluss in Cleveland und Cincinnati ausübte. Eine Schülerin war Vivian Harvey Slater. Bei seinem New-York-Debüt im Jahr 1930 beschrieben die Kritiker ihn als einen großen Pianisten in der Linie des Alfred Reisenauer und Eugen d’Albert, beides wichtige Schüler von Franz Liszt. Neben den Werken Beethovens, Chopins und Schuhmann hatte Eisenberger ein umfangreiches Repertoire und gab großzügige Konzerte. Sein letzter öffentlicher Auftritt war im Jahre 1941 mit dem Cleveland Orchestra unter Artur Rodziński mit Beethovens Klavierkonzert Nr. 5.
Zahlreiche seiner Schüler machten Karriere als Konzertpianisten, Komponisten und Lehrer, darunter Lili Kraus, Heinrich Kaminski, Sylvia Straus Heschel, Herbert Haufrecht und Vivien Harvey Slater, die bis 1945 seine Assistentin war.
Eisenbergers Tochter Agnes Eisenberger (1932–2002) war Konzertmanagerin und Übersetzerin der Notizbücher von Johannes Brahms.